# Lacul de acumulare Iskăr
Lacul de acumulare Iskăr (în bulgară язовир „Искър“) este cel mai mare lac de acumulare din Bulgaria. Este situat pe râul Iskăr și furnizează apă pentru capitala Sofia, de asemenea mai este folosit și pentru a produce hidroelectricitate.
Lacul de acumulare are un volum de 673 milioane m³, dintre care 580 millioane sunt folosite iar restul sunt în rezervă. Are un bazin de drenaj de 1.046 km² și are o lungime de 25 km. Este situat la 820 m altitudine deasupra nivelului mării, barajul său este de 204 m lungime și 76 m înălțime.

## Istorie

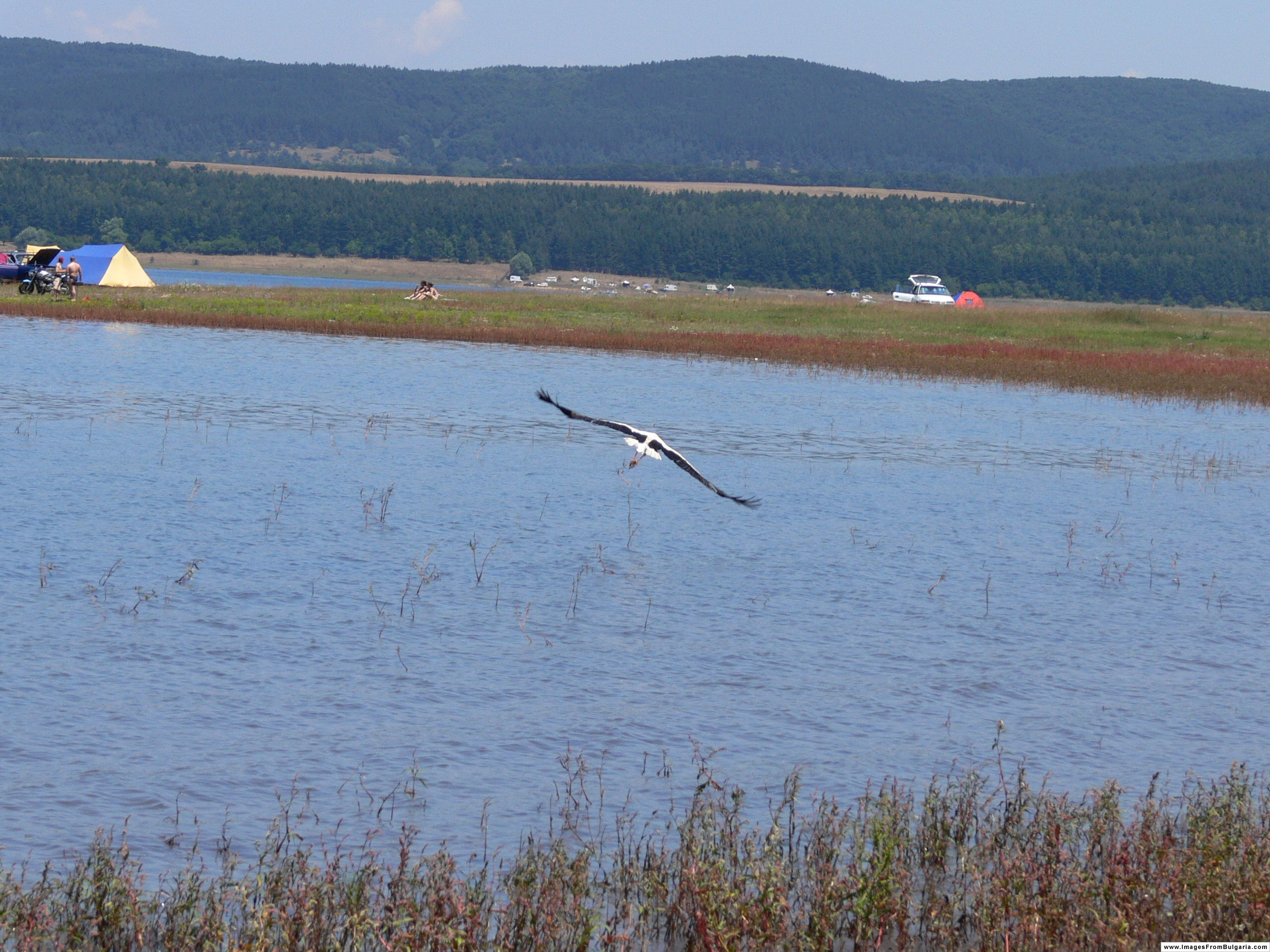
Iskăr este o atracție de weekend populară pentru locuitorii Sofiei

Planurile inițiale pentru construirea unui baraj pe râul Iskăr datează încă din 1900-1901, imediat după construirea Centralei hidroelectrice Pancearevo. În 1921, ideea a fost din nou ridicată, dar realizarea ei a eșuat din cauza incapacității municipalității de a despăgubi locuitorii satelor vecine Gorni Pasarel, Shishmanovo și Kalkovo. Prin fotografii topografice și cercetări geologice, au fost făcute evaluări privind barajul. Observări ale nivelurilor apei de la Iskar la Pasarel au fost făcute în 1932-1941 pentru a construi ceea ce inițial a fost numit „Barajul Sf. Petru” (denumit după mănăstirea din Dolni Pasarel, care trebuia să se afle lângă rezervor).
Noi cercetări geologice legate de construcția barajului au început în 1947 în patru locuri între Gorni Pasarel și Pancearevo. Locul kilometrului 37 al râului Iskăr a fost ales ca fiind cel mai potrivit din punct de vedere geologic, topografic și economic. Apele râului au fost studiate în continuare între 1947 și 1948.
Lucrările la proiectele pentru un sistem de alimentare cu apă din Iskăr au început în 1948, în cadrul noului proiect Energohidroproekt. Designul și primul proiect au fost create de o echipă condusă de inginerul Moiseev cu ajutorul specialiștilor sovietici. Proiectul a fost aprobat de consiliul de experți al Ministerului de Electrificare și Meliorare și s-a planificat ca barajul să aibă un volum de lucru 520 milioane m³ și un volum de rezervă de 60 milioane m³.
Lucrările de pregătire au început în 1949, construcția principală fiind realizată la sfârșitul anului 1950. Sistemul de alimentare cu apă a fost deschis oficial la 6 septembrie 1954.